# Доброцехи
Доброцехи (пол. Dobrociechy) — село в Польщі, у гміні Боболиці Кошалінського повіту Західнопоморського воєводства.